# Lista siturilor arheologice din județul Mehedinți - I
Lista siturilor arheologice din județul Mehedinți - I conține toate siturile arheologice din județul Mehedinți înscrise în Repertoriul Arheologic Național (RAN) și aflate în localități al căror nume începe cu litera I. RAN este administrat de Ministerul Culturii și Patrimoniului Național și cuprinde date științifice, cartografice, topografice, imagini și planuri, precum și orice alte informații privitoare la zonele cu potențial arheologic, studiate sau nu, încă existente sau dispărute.
Puteți căuta un sit din localitățile care încep cu litera I folosind formularul de mai jos sau puteți naviga prin toate siturile din județ la Lista siturilor arheologice din județul Mehedinți.
| Cod RAN                                   | Denumire | Localitate                            | Adresă              | Datare                       | Descoperit | Coordonate | Imagine           | Erori            |
| ----------------------------------------- | --- | ------------------------------------- | ------------------- | ---------------------------- | ---------- | ---------- | ----------------- | ---------------- |
| 112762.01.01 (Cod LMI: MH-I-m-B-10078.02) | Situl arheologic de la Izmișa - "Fântânele" / ansamblu Așezare a culturii Gârla Mare (Categorie: locuire civilă) (Tip: Așezare)        | sat Izimșa, comuna Obârșia de Câmp    | Fântânele, La Cazan | Gârla Mare sec. XV-XII a. Ch |            |            | Încărcați imagine | Raportați eroare |
| 112762.01.02 (Cod LMI: MH-I-s-B-10078)    | Situl arheologic de la Izmișa - "Fântânele" / ansamblu Așezare romană (Categorie: locuire civilă) (Tip: Așezare)                       | sat Izimșa, comuna Obârșia de Câmp    | Fântânele, La Cazan | sec. II - III                |            |            | Încărcați imagine | Raportați eroare |
| 112058.01.01 (Cod LMI: MH-I-m-B-10079.06) | Situl arheologic de la Izvoarele / ansamblu Așezare a culturii Gârla Mare (Categorie: locuire civilă și militară) (Tip: Așezare)       | sat Izvoarele, comuna Gruia           |                     | Gârla Mare                   |            |            | Încărcați imagine | Raportați eroare |
| 112058.01.02 (Cod LMI: MH-I-m-B-10079.05) | Situl arheologic de la Izvoarele / ansamblu Așezare hallstattiană (Categorie: locuire civilă și militară) (Tip: Așezare)               | sat Izvoarele, comuna Gruia           |                     | sec. IX - VII a. Chr.        |            |            | Încărcați imagine | Raportați eroare |
| 112058.01.03 (Cod LMI: MH-I-m-B-10079.04) | Situl arheologic de la Izvoarele / ansamblu Așezare din a doua epocă a fierului (Categorie: locuire civilă și militară) (Tip: Așezare) | sat Izvoarele, comuna Gruia           |                     | geto-dacică sec. I a. Chr.   |            |            | Încărcați imagine | Raportați eroare |
| 112058.01.04 (Cod LMI: MH-I-m-B-10079.03) | Situl arheologic de la Izvoarele / ansamblu Castru roman (Categorie: locuire civilă și militară) (Tip: Castru)                         | sat Izvoarele, comuna Gruia           |                     | romană                       |            |            | Încărcați imagine | Raportați eroare |
| 112058.01.05 (Cod LMI: MH-I-m-B-10079.02) | Situl arheologic de la Izvoarele / ansamblu anonim (Categorie: locuire civilă și militară) (Tip: Așezare)                              | sat Izvoarele, comuna Gruia           |                     | sec. XIV                     |            |            | Încărcați imagine | Raportați eroare |
| 112058.01.06 (Cod LMI: MH-I-m-B-10079.01) | Situl arheologic de la Izvoarele / ansamblu anonim (Categorie: locuire civilă și militară) (Tip: necropola)                            | sat Izvoarele, comuna Gruia           |                     | sec. XIV                     |            |            | Încărcați imagine | Raportați eroare |
| 110973.01.01 (Cod LMI: MH-I-m-B-10080.04) | Situl arheologic de la Izvoru Frumos / ansamblu Așezare hallstattiană (Categorie: locuire civilă) (Tip: Așezare)                       | sat Izvoru Frumos, comuna Burila Mare |                     | sec. VIII - VI a. Chr.       |            |            | Încărcați imagine | Raportați eroare |
| 110973.01.02 (Cod LMI: MH-I-m-B-10080.02) | Situl arheologic de la Izvoru Frumos / ansamblu Așezare romană (Categorie: locuire civilă) (Tip: Așezare)                              | sat Izvoru Frumos, comuna Burila Mare |                     |                              |            |            | Încărcați imagine | Raportați eroare |
| 110973.01.03 (Cod LMI: MH-I-m-B-10080.02) | Situl arheologic de la Izvoru Frumos / ansamblu anonim (Categorie: locuire civilă) (Tip: necropola)                                    | sat Izvoru Frumos, comuna Burila Mare |                     |                              |            |            | Încărcați imagine | Raportați eroare |
| 110973.01.04 (Cod LMI: MH-I-m-B-10080.01) | Situl arheologic de la Izvoru Frumos / ansamblu anonim (Categorie: locuire civilă) (Tip: Așezare)                                      | sat Izvoru Frumos, comuna Burila Mare |                     | sec. XI-XIV                  |            |            | Încărcați imagine | Raportați eroare |
| 112058.02.01                              | Situl arheologic de la Izvoarele-Km fluvial 860,5 / ansamblu anonim (Categorie: locuire) (Tip: Așezare)                                | sat Izvoarele, comuna Gruia           | Km fluvial 860,5    | sec. I-III                   |            |            | Încărcați imagine | Raportați eroare |
| 112058.02.02                              | Situl arheologic de la Izvoarele-Km fluvial 860,5 / ansamblu anonim (Categorie: locuire) (Tip: Așezare)                                | sat Izvoarele, comuna Gruia           | Km fluvial 860,5    | sec.sec. IV - VIII           |            |            | Încărcați imagine | Raportați eroare |